# Lijst van voetbalinterlands Finland - Joegoslavië
Deze lijst van voetbalinterlands is een overzicht van alle officiële voetbalwedstrijden tussen de nationale teams van Finland en Joegoslavië. De landen speelden in totaal vier keer tegen elkaar. De eerste ontmoeting, een vriendschappelijke wedstrijd, werd gespeeld in Helsinki op 7 september 1950. Het laatste duel, eveneens een vriendschappelijke wedstrijd, vond plaats op 23 augustus 1989 in Kuopio.

## Wedstrijden
| № | Plaats   | Datum             | Competitie           | Wedstrijd             | Uitslag |
| - | -------- | ----------------- | -------------------- | --------------------- | ------- |
| 1 | Helsinki | 7 september 1950  | Vriendschappelijk    | Finland – Joegoslavië | 3 – 2   |
| 2 | Belgrado | 25 september 1968 | WK 1970 kwalificatie | Joegoslavië – Finland | 9 – 1   |
| 3 | Helsinki | 4 juni 1969       | WK 1970 kwalificatie | Finland – Joegoslavië | 1 – 5   |
| 4 | Kuopio   | 23 augustus 1989  | Vriendschappelijk    | Finland – Joegoslavië | 2 – 2   |

## Samenvatting
| Competitie        | Totaal gespeeld | Winst Finland | Gelijk | Winst Joegoslavië | Doelsaldo Finland – Joegoslavië |
| ----------------- | --------------- | ------------- | ------ | ----------------- | ------------------------------- |
| WK-kwalificatie   | 2               | 0             | 0      | 2                 | 2 − 14                          |
| Vriendschappelijk | 2               | 1             | 1      | 0                 | 5 − 2                           |
| Totaal            | 4               | 1             | 1      | 2                 | 7 − 16                          |

Wedstrijden bepaald door strafschoppen worden, in lijn met de FIFA, als een gelijkspel gerekend.

## Details

### Eerste ontmoeting
| Vriendschappelijk (Helsinki, Finland, 7 september 1950):   |       |                                     |
| Finland                                                    | 3 – 2 | Joegoslavië                         |
| Jorma Vaihela 23' Yrjö Asikainen 50' Kalevi Lehtovirta 66' | goals | 14' Stjepan Bobek 20' Bernard Vukas |

### Tweede ontmoeting
| WK 1970 kwalificatie (Belgrado, Joegoslavië, 25 september 1968): |       |                |
| Joegoslavië | 9 – 1 | Finland        |
| Slaven Zambata 9' Vahidin Musemić 39' Vahidin Musemić 57' Dragan Džajić 58' Ivica Osim 65' Dragan Džajić 57' Slaven Zambata 73' Slaven Zambata 87' Vahidin Musemić 89' | goals | 88' Arto Tolsa |

### Derde ontmoeting
| WK 1970 kwalificatie (Helsinki, Finland, 4 juni 1969): |              | |
| Finland | 1 – 5        | Joegoslavië |
| Arto Tolsa 20' | goals        | 14' Dragan Džajić 22' Josip Bukal 38' Danial Pirić 60' Edin Sprečo 70' Josip Bukal                                                                                 |
| Olavi Laaksonen | bondscoach   | Rajko Mitić |
| Lars Näsman 46' Seppo Kilponen Timo Kautonen Pertti Haikonen Raimo Toivanen Matti Mäkelä Teuvo Andelmin Arto Tolsa 75' Voitto Peltonen Tommy Lindholm Pertti Mäkipää | opstellingen | Dragomir Mutibarić Branko Gračanin Živorad Jevtić Denijal Pirić Dragan Holcer Miroslav Pavlović Ilija Petković Ivan Hlevnjak Josip Bukal Edin Sprečo Dragan Džajić |
| Seppo Patrikainen 46' Pekka Talaslahti 75' | wissels      | |

### Vierde ontmoeting
De vierde ontmoeting tussen Finland en Joegoslavië vond plaats op 23 augustus 1989 en betrof een vriendschappelijke wedstrijd. Het duel, ten overstaan van 6.386 toeschouwers in het Väinölänniemi Stadion in Kuopio, stond onder leiding van scheidsrechter Håkan Lundgren uit Zweden. Hij deelde één gele kaart uit. Finland telde één debutant: Petri Järvinen (FC Kuusysi Lahti), bij Joegoslavië maakten Robert Prosinečki (Rode Ster Belgrado) en Predrag Mijatović (FK Budućnost) voor het eerst hun opwachting in de nationale ploeg.
| Vriendschappelijk (Kuopio, Finland, 23 augustus 1989): |              | |
| Finland | 2 – 2        | Joegoslavië |
| Predrag Spasić 1' (e.d.) Kari Ukkonen 27' | goals        | 12' Darko Pančev 51' Dejan Savićević |
| Jukka Vakkila | bondscoach   | Ivica Osim |
| Olavi Huttunen Erik Holmgren Jari Europaeus Ari Heikkinen Aki Lahtinen Jukka Ikäläinen Marko Myyry Markus Törnvall Kimmo Tarkkio 84' Kari Ukkonen Mika Lipponen 84' | opstellingen | Fahrudin Omerović Vujadin Stanojković 66' Slobodan Marović Goran Jurić Zoran Vulić Predrag Spasić Dragoljub Brnović 46' Robert Prosinečki Darko Pančev Dragan Stojković Dejan Savićević |
| Ismo Lius 84' Petri Järvinen 84' | wissels      | 46' Predrag Mijatović 66' Budimir Vujačić |
| Kari Ukkonen ??' | gele kaarten | |